# منتدى هشاشة المناخ
منتدى تعرضية المناخ هو شراكة عالمية للبلدان التي تتأثر بشكل غير متكافئ بعواقب التغير المناخي. يتطرق المنتدى إلى الآثار السلبية للتغير المناخي نتيجة لتعرضية تغير المناخ البيئية والاقتصادية الاجتماعية المتزايدة. تسعى هذه البلدان بصورة فاعلة إلى إيجاد حل طارئ وفعال للتفاقم الحالي للتغير المناخي، محليًا وعالميًا. تشكل منتدى تعرضية المناخ لزيادة مسؤوليات الأمم الصناعية حول عواقب التغير المناخي العالمي. ويهدف المنتدى أيضًا إلى ممارسة ضغط أكبر للقيام بإجراءات تستجيب لهذا التحدي، بما في ذلك إجراءات محلية من قبل الدول التي تعتبر الأكثر تأثرًا بالتغير المناخي. القادة السياسيون الذي يشكلون جزءًا من هذه الشراكة «يستخدمون موقعهم مثل أولئك السياسيين الأكثر تعرضًا للتغير المناخي بصورة تفوق وزنهم على طاولة المفاوضات». اتفقت الحكومات التي أسست منتدى تعرضية المناخ على التزامات وطنية في السعي إلى تطوير منخفض للكربون ومحايدة الكربون.
كانت الفيلبين رئيسة منتدى تعرضية المناخ خلال مؤتمر الأمم المتحدة للتغير المناخي في باريس في عام 2015 (مؤتمر الأمم المتحدة للتغير المناخي 21) والذي أشرف على تبني إعلان هيئة مانيلا باريس في اللقاء الثالث رفيع المستوى في شهر نوفمبر من عام 2015. عبّر إعلان مانيلا باريس عن مخاوف والتزامات مشتركة للدول المعرضة وحث على تعزيز هدف اتفاقية الأمم المتحدة الإطارية بشأن التغير المناخي في حد الاحتباس إلى ما دون 1.5 على مقياس سيليسيوس فوق المعدلات ما قبل الصناعية. خلال هذا اللقاء اتسعت العضوية في منتدى تعرضية المناخ لتشمل 23 عضوًا. أصبحت إثيوبيا أول دولة أفريقية تترأس منتدى تعرضية المناخ خلال مؤتمر سياسة المناخ رفيع المستوى الذي عُقد في مجلس الشيوخ في الفيلبين في شهر أغسطس من عام 2016.
في عام 2015، أطلقت الدول العضو العشرون في منتدى تترأسه الفلبين تكتلًا رسميًا ضمن المنتدى «في ٢٠ V20» أو «العشرون المعرضون» تألف من أكثر 20 دولة من كافة أنحاء العالم تتأثر بكوارث تعود أسبابها إلى التغير المناخي. كانت الدول الأعضاء في التكتل أفغانستان وبنغلادش وبربادوس وبوتان وكوستاريكا وإثيوبيا وغانا وكينيا وكيريباتي ومدغشقر والمالديف ونيبال والفلبين ورواندا وسانت لوسيا وتنزانيا وتيمور الشرقية وتوفالو وفانواتو وفيتنام. خلال الحوار الوزاري الثاني لفي 20 في شهر أبريل من عام 2016 في واشنطن، اعترفت في 20 بال23 عضوًا الحديثين الذي انضموا إلى منتدى تعرضية المناخ في عام 2015 كأعضاء قادمين في مبادرة في 20. تتأثر هذه البلدان حاليًا وبشكل متفاوت بالمشكلات العديدة للتغير المناخي كالعواصف المدمرة وعرام العواصف والقحط والمجاعات العائدة إلى عوامل مناخية ونقص الغذاء بصفتها نتائج تابعة للتغير المناخي وقطع الطاقة والفيضانات المفاجئة والانزلاقات الطينية والتصحر وموجات الحرارة وتناقص موارد المياه العذبة، وتأثيرات أخرى يتسبب بها التغير المناخي.

## تشكل المنتدى
تأسس منتدى تعرضية المناخ من قبل حكومة المالديف قبل مؤتمر الأمم المتحدة للتغير المناخي في عام 2009 في كوبنهاغن، الذي كان يهدف إلى نشر الوعي حول الدول التي تعتبر مهددة. التقت 11 حكومة من أفريقيا وآسيا والأمريكيتين وحافة المحيط الهادي، كانت تمثل الدول الأكثر تعرضًا للتغير المناخي، بالقرب من عاصمة المالديف مالي في شهر نوفمبر من عام 2009. أصدرت الحكومات إعلانًا يعبر عن تحذير حول سرعة التغير والأذى نتيجة الاحتباس الحراري، مشيرًا إلى أن هذه الظروف تشكل «خطرًا وجوديًا على بلداننا وثقافاتنا وأسلوب حياتنا» و«تقوض حقوق الإنسان المحمية دوليًا لشعبنا».
صاغت إعلان منتدى تعرضية المناخ مجموعة من الدول التي تطلق كميات قليلة من الغازات الدفيئة، وتعهدت بأن تقود العالم إلى اقتصاد منخفض الكربون (وفي نهاية المطاف إلى محايدة الكربون). أقر منتدى تعرضية المناخ بالحاجة إلى دعم دولي لتحقيق هذه الأهداف في الدول المعرضة. والعديد من قادة هذه الدول، بما فيهم رئيس المالديف محمد نشيد، هي شخصيات رئيسية في منتدى تعرضية المناخ. تلقت الدول المعرضة اهتمامًا كبيرًا من وسائل الاعلام في قمة كوبنهاغن، حيث دخلوا في مفاوضات مغلقة مع قادة الولايات المتحدة الأمريكية والصين. تعهد إعلان منتدى تعرضية المناخ بتحقيق تركيز لا يزيد عن 350 جزءًا بالمليون من ثنائي أكسيد الكربون في نصف الكرة الأرضي وحد الاحتباس عند 1.5 درجة على مقياس سيليسيوس (أو أقل) فوق الدرجات ما قبل الصناعية. جرى تبني هذا الموقف في وقت لاحق من قبل تحالف الدول الجزرية الصغيرة. سارت أيضًا أنتيغوا وباربودا وكوستاريكا وإثيوبيا وجزر مارشال وساموا على خطى المالديف كدول نامية تلتزم بتطوير منخفض للكربون أو محايدة الكربون.

## التطورات

### المالديف
تعهدت الدول المؤسسة بإبداء قيادة أخلاقية وبالعمل نحو اقتصاد أخضر من خلال التزامها بمحايدة الكربون. وناشدوا جميع الدول بأن تحذوا حذو القيادة الأخلاقية للمالديف، التي كانت أول دولة تتعهد بتحقيق محايدة الكربون. استضافت المالديف لقاءًا وزاريًا تحت الماء حول أخطار ارتفاع منسوب البحار، وكانت أول دولة تترأس منتدى تعرضية المناخ منذ عام 2009 حتى عام 2010.

### كيريباتي
كانت كيريباتي ثاني دولة تترأس منتدى تعرضية المناخ منذ عام 2010 حتى عام 2011. استضافت كيريباتي مؤتمر تاراوا لتغير المناخ بين 9 و11 من شهر نوفمبر من عام 2010 حيث وُقع إعلان أمبو من قبل 12 دولة: كيريباتي وجزر سولومون وتونغا وجمهورية المالديف وكوبا والبرازيل وفيجي واليابان والصين وجزر مارشال ونيوزيلندا وأستراليا. في شهر مايو من عام 2013 أصدر بيان تابع حول مؤتمر عام 2010 والاتفاقيات التي جرى التوصل إليها هناك، أعرب البيان عن خيبة أمل وطرح تساؤلات حول إذا ما كان التركيز على إجراءين جديدين (انبعاثات الغازات الدفيئة والتغير المناخي) سيخدم أهداف المنتدى بصورة أفضل.

### بنغلادش
كانت بنغلادش ثالث دولة تترأس منتدى تعرضية المناخ منذ عام 2011 حتى عام 2013. استضافت حكومة بنغلادش لقاءًا وزاريًا للمنتدى في 13 و14 من شهر نوفمبر من عام 2011 في دكا، حيث كان رئيس الوزراء شيخ حاسينا والأمين العام للأمم المتحدة بان كي مون متحدثين أساسيين خلال حفل الافتتاح. أيدت 19 دولة معرضة لتغير المناخ الإعلان، وجرى تبنيه في دكا في 14 نوفمبر في عام 2011.

### كوستاريكا
انتقلت رئاسة المنتدى من بنغلادش إلى كوستاريكا أواسط العام 2013. تبنى منتدى تعرضية المناخ خطة إجراءات في ظل رئاسة كوستاريكا للفترة الواقعة بين عامي 2013 و2015. أقرت خطة الإجراءات في مؤتمر الأمم المتحدة للتغير المناخي في وارسو، بولندا (مؤتمر الأمم المتحدة للتغير المناخي 19) في شهر نوفمبر من عام 2013، وكانت الخطة تضم إجراءًا تعاونيًا بين الدول المعرضة يشمل 6 قطاعات مختلفة متعددة الأطراف، بما في ذلك الاقتصاد والصحة وحقوق الإنسان والعمل والهجرة، وتفويض أبحاث جديدة واستشارات رفيعة المستوى ونشاطات دبلوماسية.

### الفلبين
ترأس منتدى تعرضية المناخ عضو مجلس شيوخ الفلبين لورين ليغاردا. تولت الفلبين مسؤولية رئاسة المنتدى من كوستاريكا في شهر يناير من عام 2015 وستواصل ترأسها للمنتدى حتى أواسط العام 2016. في عام 2015، أعلن الرئيس الإطلاق الرسمي «للعشرين المعرضين» أو «في 20» بصفته تكتلًا فرعيًا أكثر شمولًا من المنتدى المؤسس. شددت الفلبين على الدور الهام للاقتصاد في التغير المناخي. أطلقت «في 20» رسميًا من قبل جميع الدول الأعضاء في مدينة ليما في البيرو (دولة غير عضو استضافت أيضًا بعض لقاءات منتدى التعاون الاقتصادي لدول آسيا والمحيط الهادئ في عام 2015). تزامن ترأس الفلبين للمنتدى مع ترأسها لمنتدى التعاون الاقتصادي لدول آسيا والمحيط الهادئ، الأمر الذي وفر آلية جيدة التحضير لسير المنتدى والتعامل معه.
في ظل رئاسة الفلبين، تبنى منتدى تعرضية المناخ إعلان باريس مانيلا وخارطة الطريق لعامي 2016 و2018 في اللقاء الثالث رفيع المستوى للمنتدى المنعقد خلال مؤتمر الأمم المتحدة للتغير المناخي لعام 2015. أعرب إعلان مانيلا باريس عن مخاوف والتزامات مشتركة للدول المعرضة وحث على تعزيز هدف اتفاقية الأمم المتحدة الإطارية بشأن التغير المناخي في حد الاحتباس إلى ما دون 1.5 على مقياس سيليسيوس فوق المعدلات ما قبل الصناعية. أصبحت دولة بالاو عضوًا في المنتدى بعد تزكيتها من قبل الفلبين.

### إثيوبيا
أُكد أن إثيوبيا ستكون الرئيس المقبل لمنتدى تعرضية المناخ في اللقاء الثالث رفيع المستوى للمنتدى المنعقد خلال مؤتمر الأمم المتحدة للتغير المناخي في باريس.

## العضوية
شاركت 43 حكومة في منتدى تعرضية المناخ من أقاليم نامية رئيسية من كافة أنحاء العالم. في عام 2009، تبنت الدول التالية إعلانها الأول: بنغلادش وبربادوس وبوتان وغانا وكينيا وكيريباتي والمالديف ونيبال ورواندا وتنزانيا وفيتنام. بعد عامين، تبنت الدول التالية إعلانها الثاني: أفغانستان وبنغلادش وبوتان وكوستاريكا وإثيوبيا وغانا وكينيا وكيريباتي ومدغشقر والمالديف ونيبال والفلبين ورواندا وسانتا لوسيا وتنزانيا وتيمور الشرقية وتوفالو وفانواتو وفيتنام.